# Nova Timboteua
Nova Timboteua – miasto i gmina w Brazylii, w stanie Pará. Znajduje się w mezoregionie Nordeste Paraense i mikroregionie Bragantina.